# Blues March
Blues March ist eine Komposition des Tenorsaxophonisten und Arrangeurs Benny Golson.

## Die Komposition
Zum ersten Mal wurde sie von Blue Mitchell für sein Album Big Six im Juli 1958, vier Monate später von Art Blakeys Jazz Messengers 1958 für das Album Moanin’ (Blue Note) aufgenommen, deren Saxophonist und musikalischer Direktor Golson zu dieser Zeit war.
Als Benny Golson das musikalische Repertoire der Messengers neu gestaltete, hatte er die Idee einen Marsch ins Programm zu nehmen, aber nicht in der Art der üblichen Militärmärsche; es sollte eher funky im Sinne von Blues klingen. Golson sagte Blakey, er solle es spielen, als wäre er in der Band der amerikanischen Legion Blues March gehörte von da an zum festen Bestandteil des Messengers-Programms. Als sie für eine Tournee in Deutschland eintrafen, wurden sie am Flughafen von einer lokalen Band mit dem Blues March empfangen.
Blues March wurde mehrmals von den Jazz Messengers, aber auch von Blue Mitchell und Gene Harris aufgenommen.

## Aufnahmen
- Blue Mitchell: Big Six (OJC, 1958)
- Art Blakey: Moanin’ (Blue Note, 1958)
- Art Blakey & The Jazz Messengers Paris 1958 (RCA Bluebird. 1958)
- Art Farmer, Benny Golson Jazztet: The Complete Argo/Mercury Art Farmer/Benny Golson Jazztet Sessions (Mosaic, 1960–1963)